# دون‌هوانگ
دون‌هوانگ (敦煌市-) شهری در شمال‌شرقی استان گانسو در کشور جمهوری خلق چین است که ۱٬۱۴۲ متر بالاتر از سطح دریا واقع شده‌است و جمعیت این شهر بر اساس سرشماری سال ۲۰۰۰ میلادی، ۱۸۷٬۵۷۸ نفر بوده‌است. دون‌هوانگ یکی از توقف‌گاه‌های مهم بر سر جاده ابریشم بوده و شهرتش بیشتر به‌دلیل وجود غار موگای در جنوب شرقی مرکز آن است. این شهر در آن‌زمان تحت عنوان شاژو (Shazhou) شناخته می‌شد و در زبان اویغوری نیز دوخان (Dukhan) نامیده می‌شد.
دون‌هوانگ در واحه‌ای غنی قرار گرفته‌بود و یکی از توقف‌گاه‌های مهم و استراتژیک بر چهارراه جادهٔ ابریشم در جنوب و راه اصلی که از هند از طریق منطقه شینگوان به مغولستان و جنوب سیبری می‌رفت قرار داشت.
از نظر تقسیمات کشوری، امروزه شهر دون‌هوانگ شهر مرکزی جیوچوان محسوب می‌شود.

## غارهای بودایی
غارهای بودایی در دون‌هوانگ، گنجینهٔ هنری بزرگی محسوب می‌شوند و پردامنه‌ترین غارها در میان چهار گروه غارهای چین است. در این غارها هنر حکاکی سنگ بیش از ده سلسلهٔ چین در نزدیک به یک هزار سال گذشته نشان داده شده‌است و نیز پردامنه‌ترین خرابه‌های مذهب بودایی جهان است که به‌طور کامل حفظ شده‌اند. از میان این غارها، غار موگای مهم‌ترینِ آن‌هاست که در فاصلهٔ ۲۵ کیلومتر (۱۶ مایل) جنوب‌شرقی دون‌هوانگ قرار دارد. این مجموعه از ۴۹۲ پرستشگاه به طول ۲۵ کیلومتر (۱۵٫۵ مایل) تشکیل شده‌است. اولین غارها در سال ۳۶۶ میلادی به‌عنوان مکان‌هایی از تعمق و عبادت بودایی حفر شد. غار موگای یکی از سه محوطهٔ معروف بودایی چین است. این مکان در ۱۹۸۷ در فهرست میراث جهانی یونسکو در چین به عنوان مکانی فرهنگی ثبت گردید.

## نگارخانه

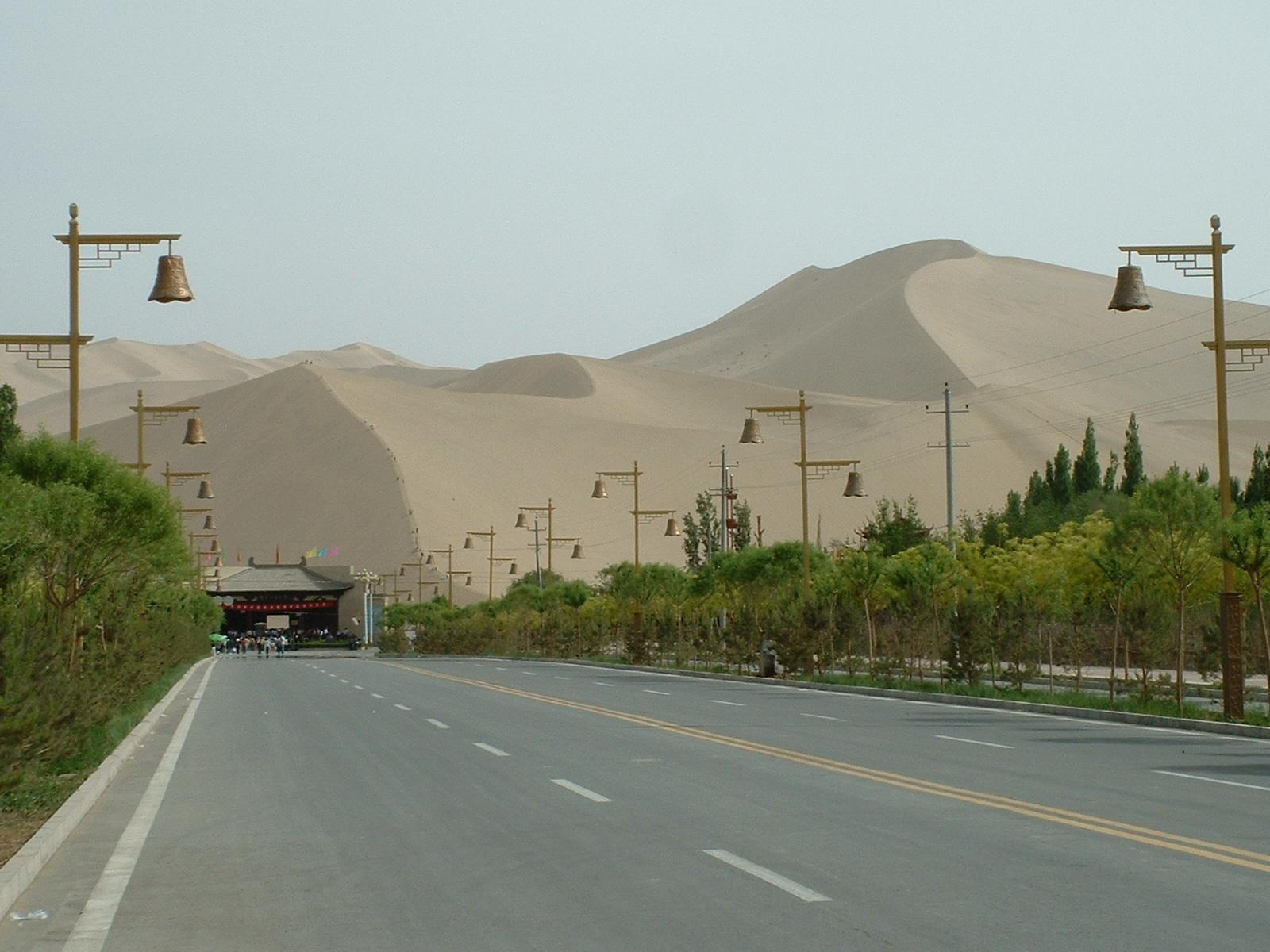
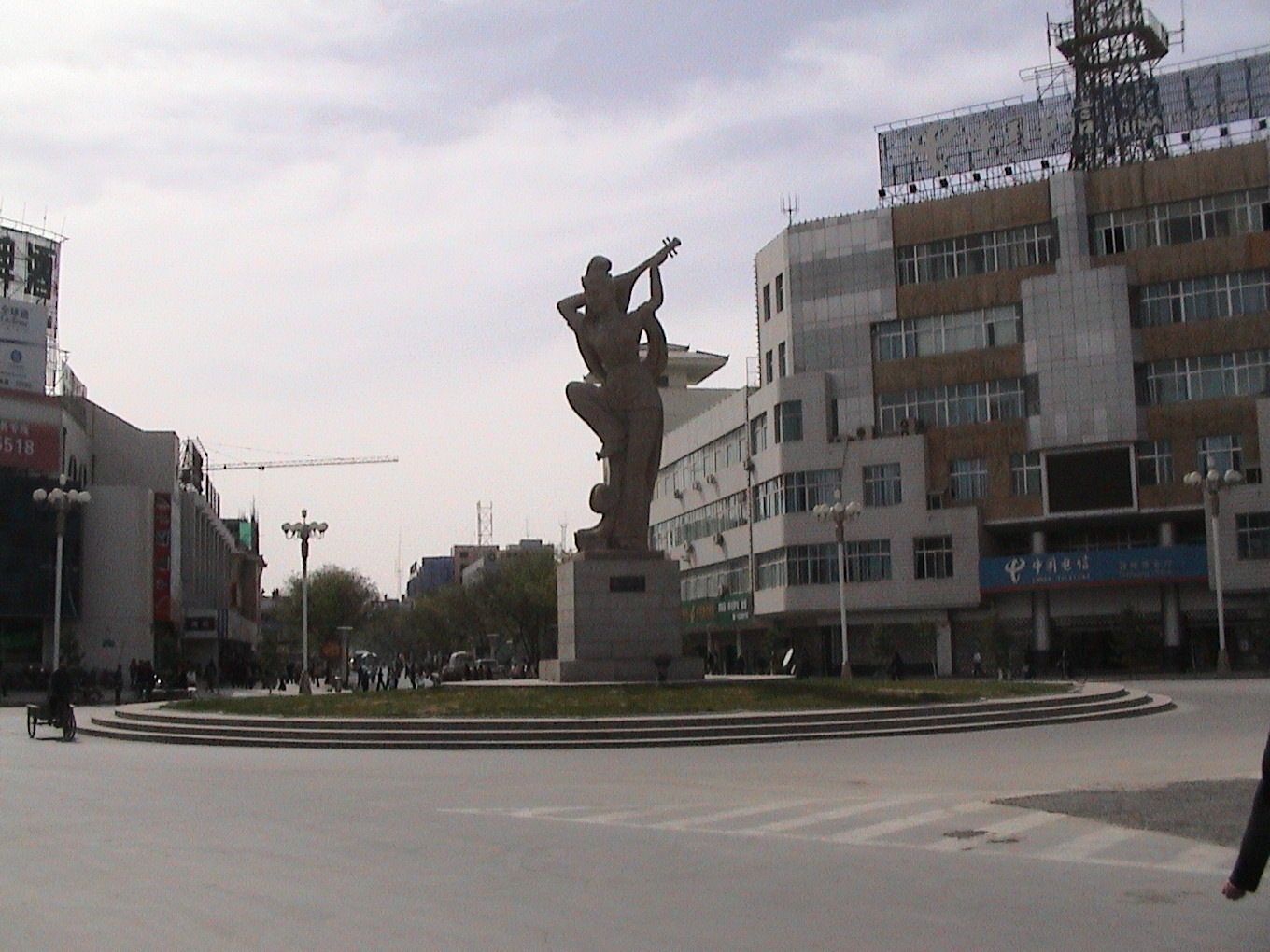
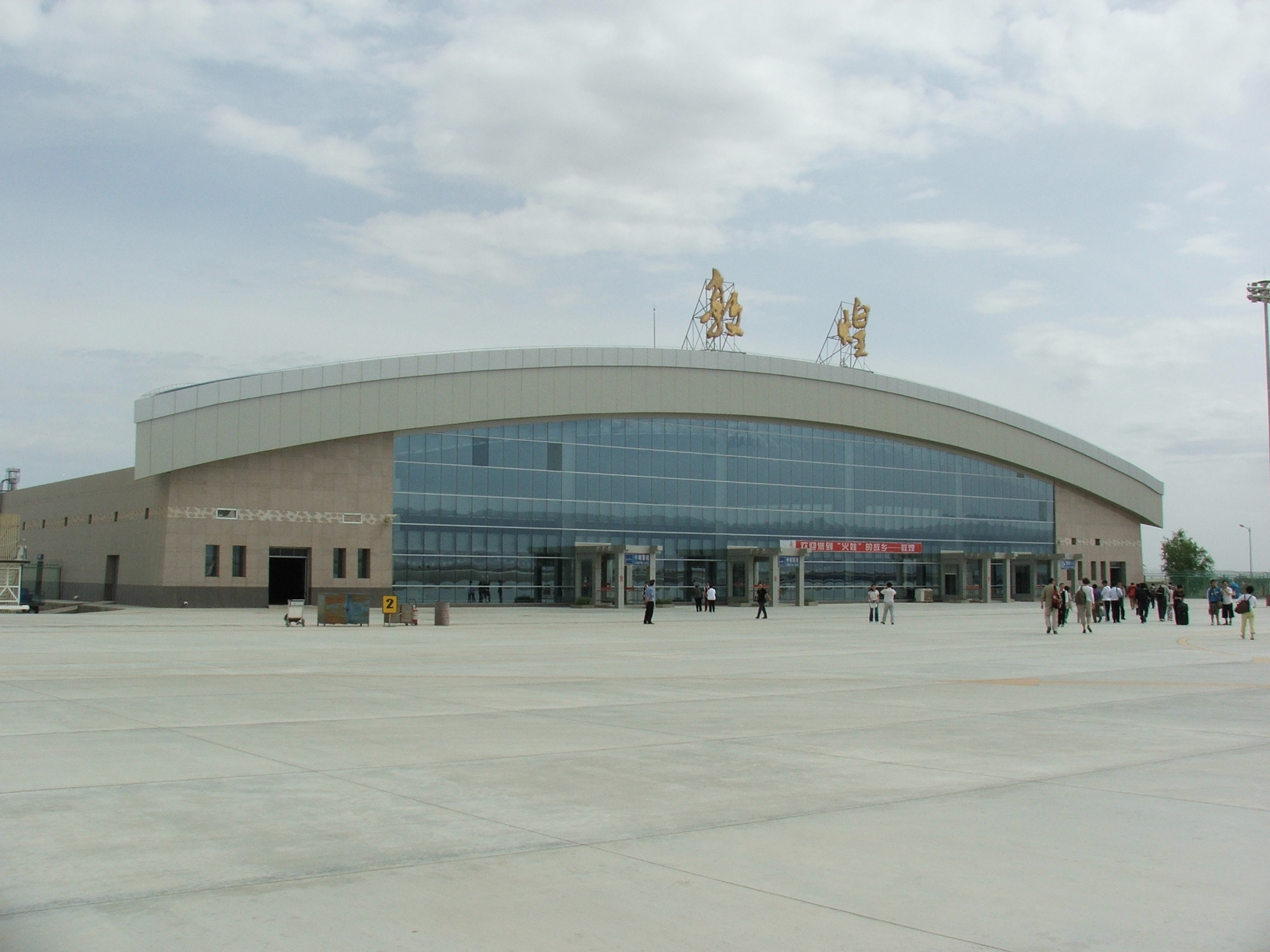
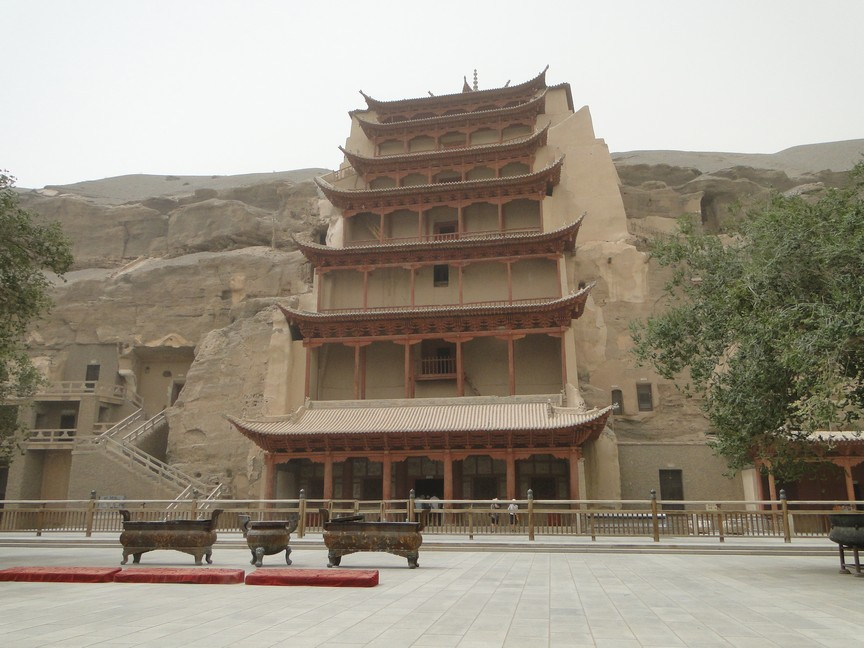